# Fernanda Berti Alves
Fernanda Berti Alves (* 29. Juni 1985 in São Joaquim da Barra, São Paulo) ist eine brasilianische Volleyball- und Beachvolleyballspielerin.

## Karriere Halle
Fernanda Berti Alves spielte von 2002 bis 2012 Volleyball in der Halle. Zunächst spielte sie in ihrer Heimat bei Campos ACF, bei EC São Caetano, bei Brasil Telecom und bei EC Pinheiros. 2007/08 war Berti Alves in Südkorea bei KT&G Daejeon und 2008/09 in Italien bei Pallavolo Cesena aktiv. Danach kehrte die Außenangreiferin zurück nach Brasilien und spielte für Sport/BMG, für Praia Clube und zuletzt für Vôlei Futuro. Mit der Juniorinnen-Nationalmannschaft gewann Berti Alves 2003 die U20-Weltmeisterschaft. Von 2005 bis 2011 spielte sie auch in der A-Nationalmannschaft und wurde 2005 Südamerikameisterin. 2011 gewann sie die Goldmedaille bei der Universiade und wurde Militär-Weltmeisterin.

## Karriere Beach
Berti Alves spielte 2013 und 2014 Beachvolleyball an der Seite von Elize Secomandi Maia. Die beiden Brasilianerinnen spielten vorwiegend auf der Südamerika Tour, bei der sie fast ausnahmslos das Finale erreichten und dabei sechs Turniersiege erzielten. Seit Juli 2014 war Taiana Lima Berti Alves neue Partnerin, mit der sie gleich beim zweiten gemeinsamen FIVB Turnier in Den Haag siegreich war. 2015 wurden die Brasilianerinnen in den Niederlanden Vizeweltmeisterinnen. Im folgenden Jahr spielte Berti Alves zunächst zusammen mit Josi Alves und von Oktober 2016 bis November 2019 mit Bárbara Seixas. Seit November 2021 ist Maria Antonelli ihre Partnerin.